# Pavelló d'esplai de Sant Fruitós de Bages
El Pavelló d'esplai de Sant Fruitós de Bages és un edifici del municipi de Sant Fruitós de Bages (Bages) inclosa en l'Inventari del Patrimoni Arquitectònic de Catalunya.

## Descripció
Es tracta d'un edifici rectangular de dues plantes: una baixa, útil com a magatzem, i una primera, emprada per estar, amb cuina petita i armari aixamfranat, fent simetria amb la llar de foc raconera, també aixamfranada. La coberta està feta per bigues de fusta, llata, rajola i teula, a doble vessant.
S'observa un pinyó amb decoració lineal, acastellada amb sanefa de ceràmica, motllures arrebossades. A la façana hi ha incrustacions de rajola vidriada amb tons verds, formant daus i sanefes.
L'escala d'accés des de l'exterior és de pedra picada, té una barana simple de ferro forjat i sota l'escala s'endevina una comuna.

## Història
Es tracta d'un pavelló d'esplai situat dins les propietats del mas Sala. No hi ha dades cronològiques concretes que indiquin el moment de la seva construcció, però per la seva tipologia es pot donar una datació aproximada de principis del segle xx.
S'hi accedia des de la carretera mitjançant una petita avinguda envoltada d'arbres.